# Iker Casillas
Iker Casillas Fernández (spanskt uttal: [ˈiker kaˈsiʎas]), född den 20 maj 1981 i Móstoles i Madrid i Spanien, är en spansk före detta fotbollsmålvakt. Han är mest känd för att ha spelat för Real Madrid och det spanska landslaget.
Som lagkapten ledde Casillas 2008 Spanien till deras första EM-guld på 44 år. Casillas blev fyra i omröstningen till Le Ballon d'Or (Guldbollen) 2008. Samma år blev han utsedd till världens bästa målvakt av IFFHS.

## Uppväxt
Casillas föddes den 20 maj 1981 i Móstoles i Madrid. Hans pappa heter José Luis Casillas och är tjänsteman vid utbildningsministeriet. Hans mamma heter Maria del Carmen Fernández González och är frisör.
Casillas började sin karriär i Real Madrids ungdomslag, då känt som La Fábrica redan år 1990 när han var 9-10 år och gjorde sin debut säsongen 1990/91.

## Klubbkarriär

### Real Madrid
Den 27 november 1997 blev Casillas för första gången kallad till seniorlaget bara 16 år gammal. Det var i en Champions League-match mot Rosenborg. Det dröjde till säsongen 1998/99 innan han gjorde sin debut. Under den säsongen såg han till att bänka den tidigare förstamålvakten Bodo Illgner.

#### Säsongen 1999/2000
Casillas blev Real Madrids förstamålvakt säsongen 1999/2000. I La Liga spelade Casillas 27/38 matcher. Real kom bara femma i ligan med 62 poäng, men kvalificerade sig för nästa säsongs Champions League. I Champions League spelade Casillas i två matcher i första gruppspelet. I andra gruppspelet spelade han alla fem matcher. Real Madrid gick vidare till slutspelet. Real vann mot Manchester United i kvartsfinalen där Casillas spelade båda matcherna. Casillas spelade även båda semifinalmatcherna mot Bayern München som Real vann. I Champions League-finalen den 24 maj 2000 blev han den yngste målvakten någonsin att spela i en Champions League-final när Real Madrid slog Valencia med 3–0 bara fyra dagar efter att han fyllt 19 år.
Efter att Casillas blev petad under andra halvan av säsongen 2012/2013 av dåvarande Real Madrid-tränaren José Mourinho kallas han "Topor" av lagets supportrar. Det spanska ordet "topo" betyder "mullvad" och smeknamnet anspelar på teorin att Casillas läcker ut information från klubben till den spanska pressen. Detta sägs ha bidragit till att José Mourinho avgick som tränare för Real Madrid sommaren 2013.
Den 11 juli 2015 stod det klart att Casillas, efter 25 år med Real Madrid, inte skulle fortsätta i klubben. Han flyttade då till den portugisiska klubben FC Porto.
Under en träning i Porto 2019 fördes Casillas till sjukhus med smärtor i bröstet. På sjukhuset konstaterades en hjärtinfarkt. 
Den 4 augusti 2020 meddelade han att han slutar helt med fotbollen.

## Internationell karriär

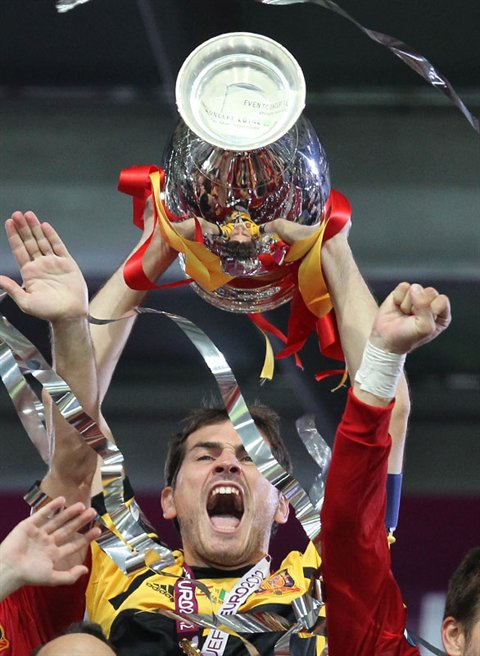
För Spanien lyfter Casillas EM-pokalen 2012, efter historiens första tredje raka stora titel.

År 1999 vann Casillas U20-VM med Spanien. Han är idag den målvakt som spelat flest matcher för det spanska landslaget någonsin, före Andoni Zubizarreta, vilken spelade 126 landskamper. En av Casillas räddningar under kvartsfinalen mot Sydkorea i VM 2002 listades av Fifa som en av de 10 bästa räddningarna någonsin. Casillas spelade sin 100:e landskamp den 14 november 2009.
Under VM 2006 skadade Casillas ett finger på vänster  hand. För att stödja det skadade fingret tejpade han ihop ringfingret och långfingret och hade en specialhandske med de två fingrarna i samma handskfinger. Han fortsatte spela med en specialsydd handske även efter att skadan läkt, åtmninstone över EM 2008.
Casillas var med och vann Världsmästerskapet i fotboll 2010 i Sydafrika efter att Spanien lyckats besegra Holland i finalen med 1–0. Casillas är Spaniens landslagskapten och han fick lyfta EM-pokalen samt VM-pokalen.

## Meriter

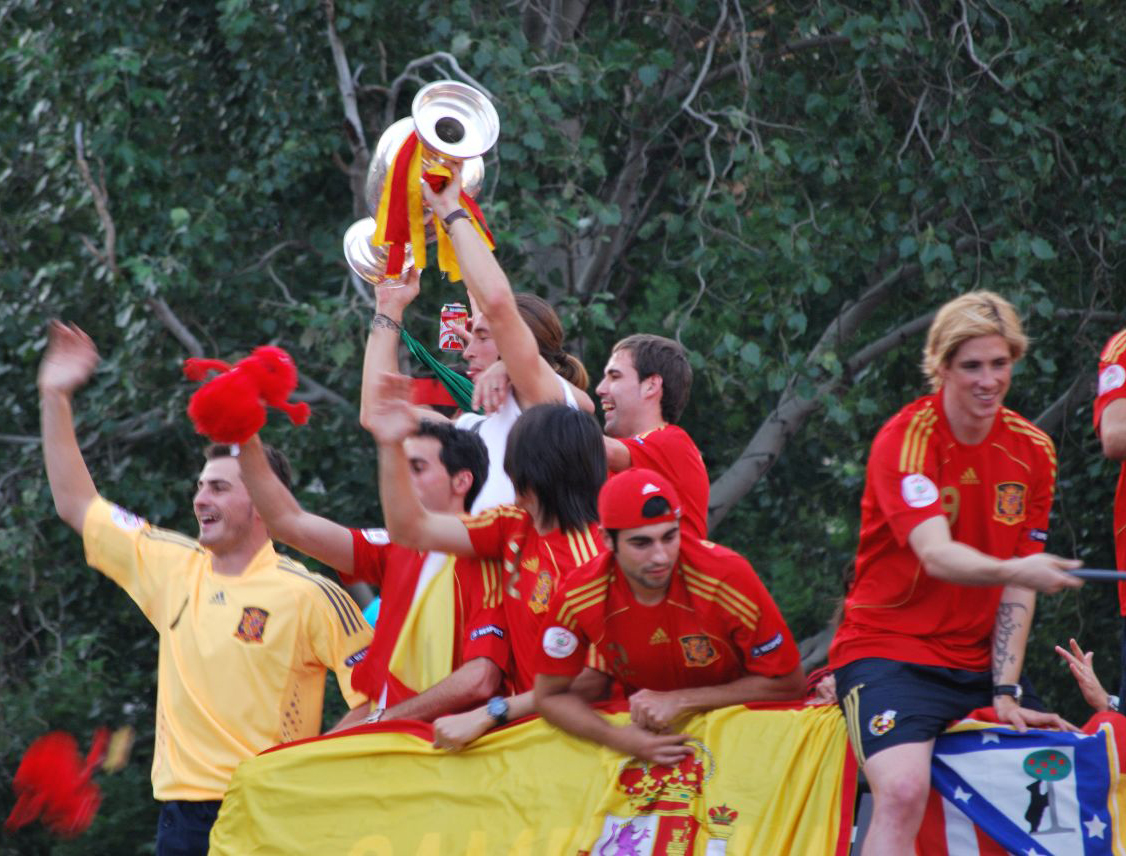
Casillas firar EM-guldet 2008 tillsammans med sina kamrater i landslaget.

### Real Madrid
- La Liga: 1997/1998, 1998/1999, 2000/2001, 2002/2003, 2006/2007, 2007/2008, 2011/2012
- Uefa Champions League: 1999/2000, 2001/2002, 2013/2014
- Copa del Rey: 2010/2011, 2013/2014
- Supercopa de España: 2001, 2003, 2008, 2012
- Uefa Super Cup: 2002, 2014
- Världsmästerskapet i fotboll för klubblag: 2014
- Interkontinentala cupen: 2002

### Porto
- Primeira Liga: 2017/2018
- Supertaça Cândido de Oliveira: 2018

### Spanien
- EM i fotboll: 2000
- VM i fotboll: 2002
- EM i fotboll: 2004
- VM i fotboll: 2006
- EM i fotboll: 2008 (guld)
- Fifa Confederations Cup: 2009 (brons)
- VM i fotboll: 2010 (guld)
- EM i fotboll: 2012 (guld)
- Fifa Confederations Cup: 2013 (silver)
- VM i fotboll: 2014

### Individuella meriter
- Bravo Award (Pris till Europas bästa yngsta fotbollsspelare): 2000
- Årets genombrott i La Liga: 2000
- Trofeo Ricardo Zamora: 2007/2008
- Årets målvakt i La Liga: 2009, 2012
- Årets målvakt i Primeira Liga: 2017/2018
- Uefa Team Of The Year: 2007, 2008, 2009, 2010, 2011
- IFFHS utmärkelse Världens bästa målvakt: 2008, 2009, 2010, 2011, 2012
- FIFA World XI Team 2007, 2008, 2009, 2010, 2011, 2012 (FIFA:s Världslag)
- Guldhandsken: 2010
- Guldfoten: 2017

## Kuriosa
Casillas spelar en mindre roll i den spanska filmen Torrente 3: El protector, tillsammans med andra Real Madrid-ikoner såsom Iván Helguera, Guti och Luis Figo. Han har även en mindre roll i fotbollsfilmen Goal 2, där även stora delar av Real Madrids trupp medverkar.